# پهن‌نوکان سبزوآفریقایی
پهن‌نوکان سبزوآفریقایی (به لاتین: Calyptomenidae) یک خانواده از پرندگان گنجشک‌سان است که در آفریقا، شبه جزیره مالایا و بورنئو یافت می‌شوند. شش گونه در دو سرده وجود دارد.

## سرده‌ها
این تیره شش گونه در دو سرده دارد.
| نگاره | سرده                               | گونه‌های زنده |
| ----- | ---------------------------------- | --- |
|       | پهن‌نوک‌های آفریقایی Bonaparte, 1850 | - پهن‌نوک آفریقایی (Smithornis capensis) - پهن‌نوک سرخاکستری (Smithornis sharpei) - پهن‌نوک پهلوحنایی (Smithornis rufolateralis) |
|       | پهن‌نوک‌های سبز Raffles, 1822        | - پهن‌نوک سبز (Calyptomena viridis) - پهن‌نوک هوسی (Calyptomena hosii) - پهن‌نوک وایت‌هدی (Calyptomena whiteheadi)                |